# Rhytidoponera numeensis
Rhytidoponera numeensis är en myrart som först beskrevs av Andre 1889.  Rhytidoponera numeensis ingår i släktet Rhytidoponera och familjen myror. Inga underarter finns listade i Catalogue of Life.